# Зеленівська волость
Зеленівська волость — адміністративно-територіальна одиниця Мелітопольського повіту Таврійської губернії.
Станом на 1886 рік складалася з 2 поселень, 2 сільських громад. Населення — 5085 осіб (2599 чоловічої статі та 2486 — жіночої), 716 дворових господарств.
|                    | Площа, десятин | У тому числі орної, дес. |
| ------------------ | -------------- | ------------------------ |
| Сільських громад   | 16789          | 14707                    |
| Казенної власності | —              | —                        |
| Іншої власності    | 180            | 180                      |
| Загалом            | 16969          | 14887                    |

Поселення волості:
- Мала Лепатиха — село при річках Дніпро та Конка за 120 верст від повітового міста, 3939 осіб, 537 дворів, православна церква, єврейський молитовний будинок, школа, 3 лавки, бондарня, ярмарок 11 листопада, базар по неділях.
- Зелене — село при колодязях, 1146 особи, 179 дворів, православна церква, лавка.